# Aspidimorpha chlorina
Aspidimorpha chlorina is een keversoort uit de familie bladkevers (Chrysomelidae). De wetenschappelijke naam van de soort werd in 1854 gepubliceerd door Carl Henrik Boheman.